# Noud Scholten
Noud Scholten (Aerdenhout, 30 augustus 1999) is een Nederlandse roeier. Hij begon zijn loopbaan in 2015 bij KRZV Het Spaarne. Met de dubbel vier won hij brons op de wereldkampioenschappen. Hij nam tot nu toe tweemaal deel aan de wereldkampioenschappen roeien.
In 2018 begon hij met roeien bij ASR Nereus in Amsterdam waar hij nog steeds lid is. Hij won eenmaal een medaille op de wereldkampioenschappen U23: in Tsjechië (2021) in de dubbel vier (4x) brons. Naast zijn roeicarrière voor het Nederlands team kwam Noud Scholten ook uit voor ASR Nereus. Hij deed mee met internationale wedstrijden voor zijn vereniging zoals Henley Royal Regatta. In 2019 en in 2021 deelde hij mee aan Henley Royal Regatta. In 2021 won hij de Temple Challenge Cup met de roeiers Koen van den Herik, Jasper Joordens, Guus Mollee, Douwe Smits, Isak Verkaik, Lars Kreiter en Ies Wiersma. Door een overwinning van welgeteld 4 bootlengtes won hij met ASR Nereus van Imperial College Boat Club.
Heden ten dage is Scholten nog altijd roeier bij ASR Nereus. Zijn hoogtepunt als roeier bereikte hij in de zomer van 2021 door met een voltallige Nereus studenten-acht van grootmachten te winnen tijdens Henley Royal Regatta.